# Krajowe Biuro Informacji Gospodarczej
Krajowe Biuro Informacji Gospodarczej S.A. (KBIG) – polskie biuro informacji gospodarczej.

## Działalność
KBIG świadczy usługi w zakresie przyjmowania, przetwarzania i udostępniania pozytywnych i negatywnych informacji gospodarczych o podmiotach gospodarczych i osobach fizycznych.
Wyłącznym akcjonariuszem KBIG S.A. jest CRIF AG z siedzibą w Szwajcarii, będąca częścią Grupy CRIF. Dlatego ważnym elementem działalności KBIG jest transgraniczna wymiana danych z podmiotami prowadzącymi podobną działalność w krajach niemieckojęzycznych.
KBIG jako jedyne biuro informacji gospodarczej umożliwia polskim przedsiębiorcom bieżący dostęp do danych gospodarczych o osobach fizycznych oraz podmiotach gospodarczych ujawnianych przez współpracujące biura z Niemiec, Austrii i Szwajcarii. Jednocześnie, dzięki współpracy biur, informacje gospodarcze ujawniane w KBIG przez polskich przedsiębiorców, a dotyczące zagranicznych i rodzimych partnerów handlowych, dostępne są na rynkach zagranicznych. Co, w przypadku negatywnych informacji gospodarczych, wzmacnia skuteczność dochodzenia należności za granicą.

## Historia
- 2003 – rejestracja biura informacji gospodarczej pod firmą InFoScore BIG
- 2004 – formalne rozpoczęcie działalności po akceptacji regulaminu biura przez Ministra Gospodarki Pracy i Polityki Społecznej (decyzja z dnia 02.03.2004 r.)
- 2006 – przejęcie biura przez międzynarodową Grupę Deltavista
- 2012 – zmiana firmy na Krajowe Biuro Informacji Gospodarczej
- 2013 – uzyskanie akceptacji nowego regulaminu zgodnie z wymogiem ustawy z dnia 9.04.2010 r. o udostępnianiu informacji gospodarczych i wymianie danych gospodarczych (decyzja Ministra Gospodarki z dnia 04.04.2013 r.)